# Grande Mesquita de Samarra
A Grande Mesquita de Samarra é uma mesquita do século IX localizada em Samarra, no Iraque. A mesquita foi comissionada em 848 e completada em 851 pelo califa abássida Mutavaquil (r. 847–861) que reinou em Samarra.

## História
A Grande Mesquita de Samarra foi, por um tempo, a maior mesquita do mundo; seu minarete, a Torre Maluia, é um cone em espiral de 52 metros de altura e 33 metros de largura foi erigida em alvenaria de tijolo com uma rampa sobre um eixo em espiral. O reinado de al-Mutawakkil teve um grande efeito sobre a aparência da cidade, pois ele parece ter sido um amante da arquitetura, e o responsável pela construção da grande mesquita de Samarra. Em uma lista de seus projetos de construção que aparece em várias versões diferentes, a nova Mesquita Congregacional e até vinte palácios são mencionados, totalizando entre 258 e 294 milhões de dirrãs. A nova Mesquita Congregacional, com seu minarete em espiral, construída entre 849 (235 AH) e 851 (235 AH), fazia parte de uma extensão da cidade a leste, estendendo-se até o antigo parque de caça.
A mesquita em si foi destruída em 1278 (656 AH) depois da invasão do Iraque por Hulagu Cã. Apenas a parede externa e seu minarete permanecem.

## Antiga mesquita
A mesquita tinha 17 corredores e suas paredes eram revestidas com mosaicos de vidro azul escuro. Fazia parte de uma extensão de Samarra ao leste.
A arte e a arquitetura da mesquita eram influentes; entalhes de estuque dentro da mesquita em desenhos florais e geométricos representam a decoração islâmica primitiva. Além disso, a mesquita de Ibn Tulun no Cairo, no Egito, foi baseada na mesquita de Samarra em muitos aspectos.

## Maluia

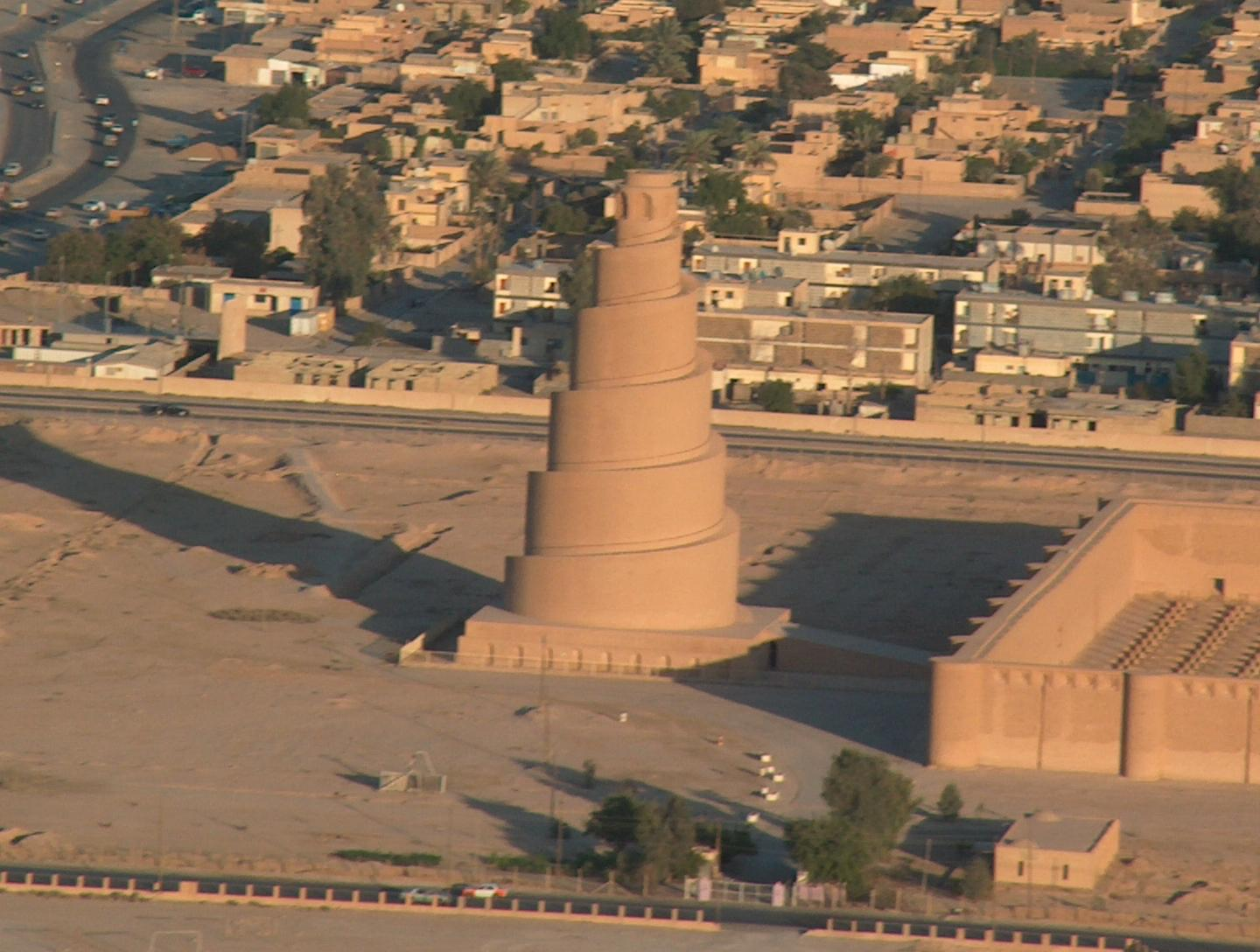
A espiral do minarete vista à distância

O Minarete Maluia (em árabe: ملوية malwiyah) faz parte da Grande Mesquita de Samarra. O minarete era originalmente conectado à mesquita por uma ponte.
O minarete ou torre foi construído em 848-852, em arenito, e é único entre outros minaretes por causa de seu desenho cônico espiral ascendente. Com 52 metros de altura e 33 metros de largura na base, a espiral contém escadas que chegam até o topo. A palavra "maluia" se traduz como "torcido" ou "concha de caracol".
O Maluia era usado para o "chamado à oração"; sua altura tornou prático para tal uso. É visível de uma distância considerável na área em torno de Samarra e, portanto, pode ter sido projetado como uma forte declaração visual da presença do Islã no Vale do Tigre.
O projeto espiral singular do minarete é dito por alguns como sendo derivado da arquitetura dos zigurates da Mesopotâmia. Alguns consideram a influência do Pilar de Gor, construído no tempo do Império Sassânida, mais proeminente.
A forma espiral do minarete inspirou o projeto do vencedor do Prêmio Pritzker de Arquitetura, Philip Johnson, pela Capela de Ação de Graças de 1976 na Thanks-Giving Square em Dalas, Texas.
Em 2005, o topo do minarete Maluia foi danificado por uma bomba. A polícia iraquiana disse que insurgentes explodiram a parte de cima da torre de 52 metros, usada anteriormente por soldados norte-americanos como vigia, apesar de as tropas americanas terem saído do local um mês antes.

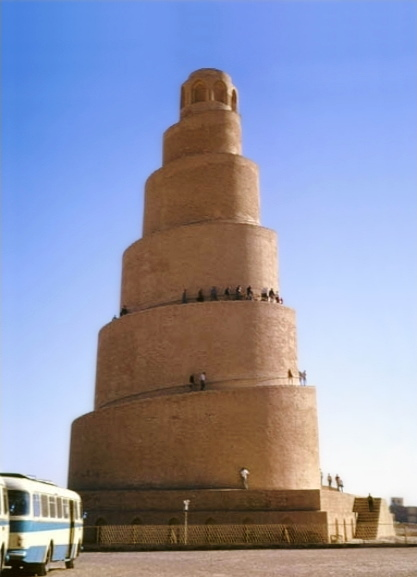
Minarete na Grande Mesquita de Samarra
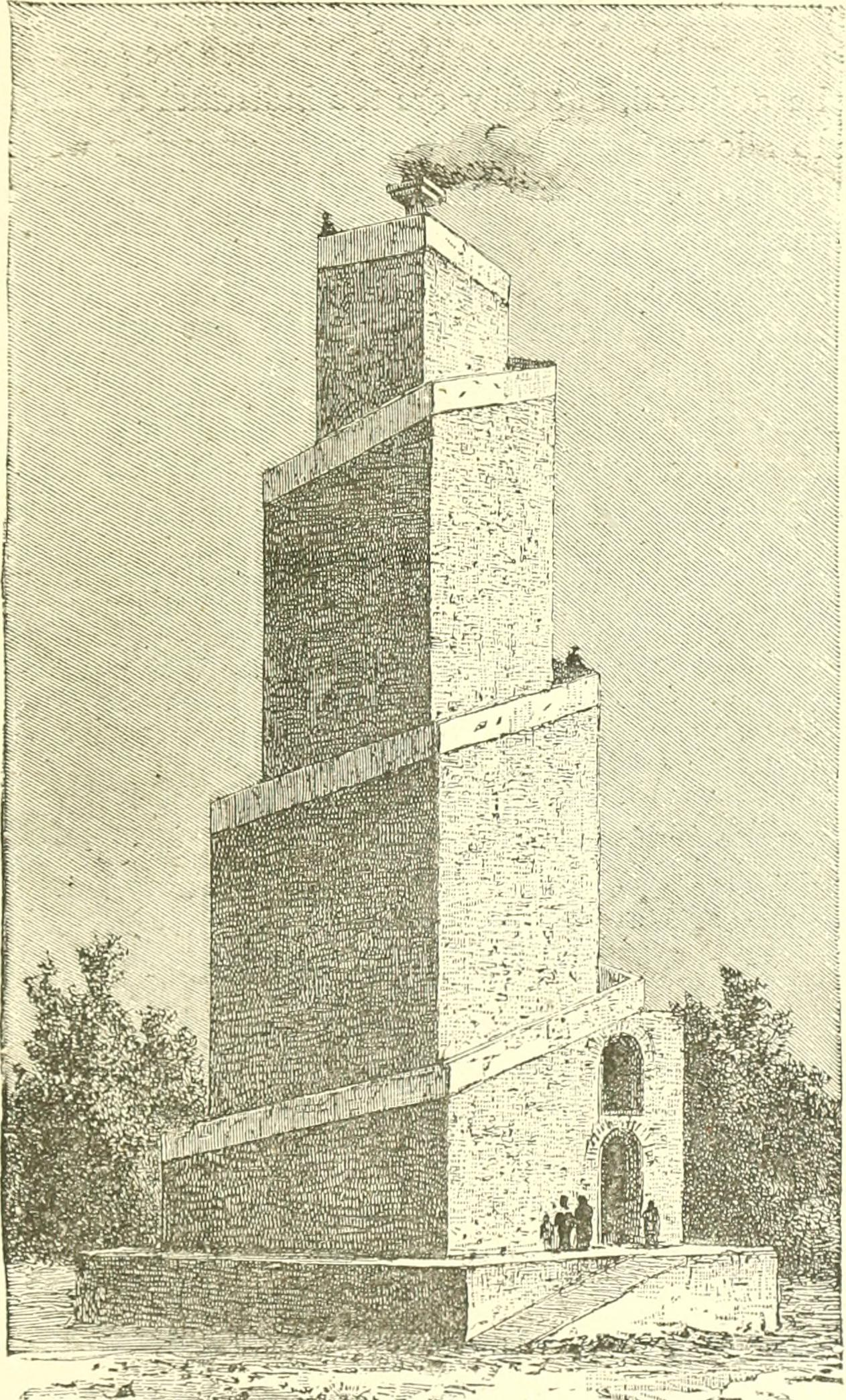
Pilar de Gor
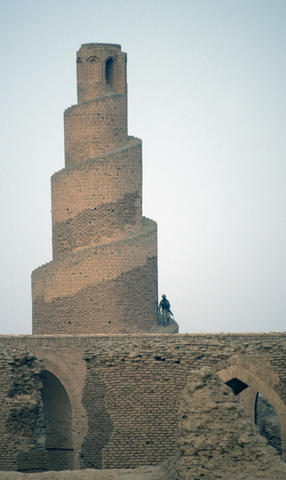
Minarete da Mesquita Abu Dulafe, também em Samarra, Iraque
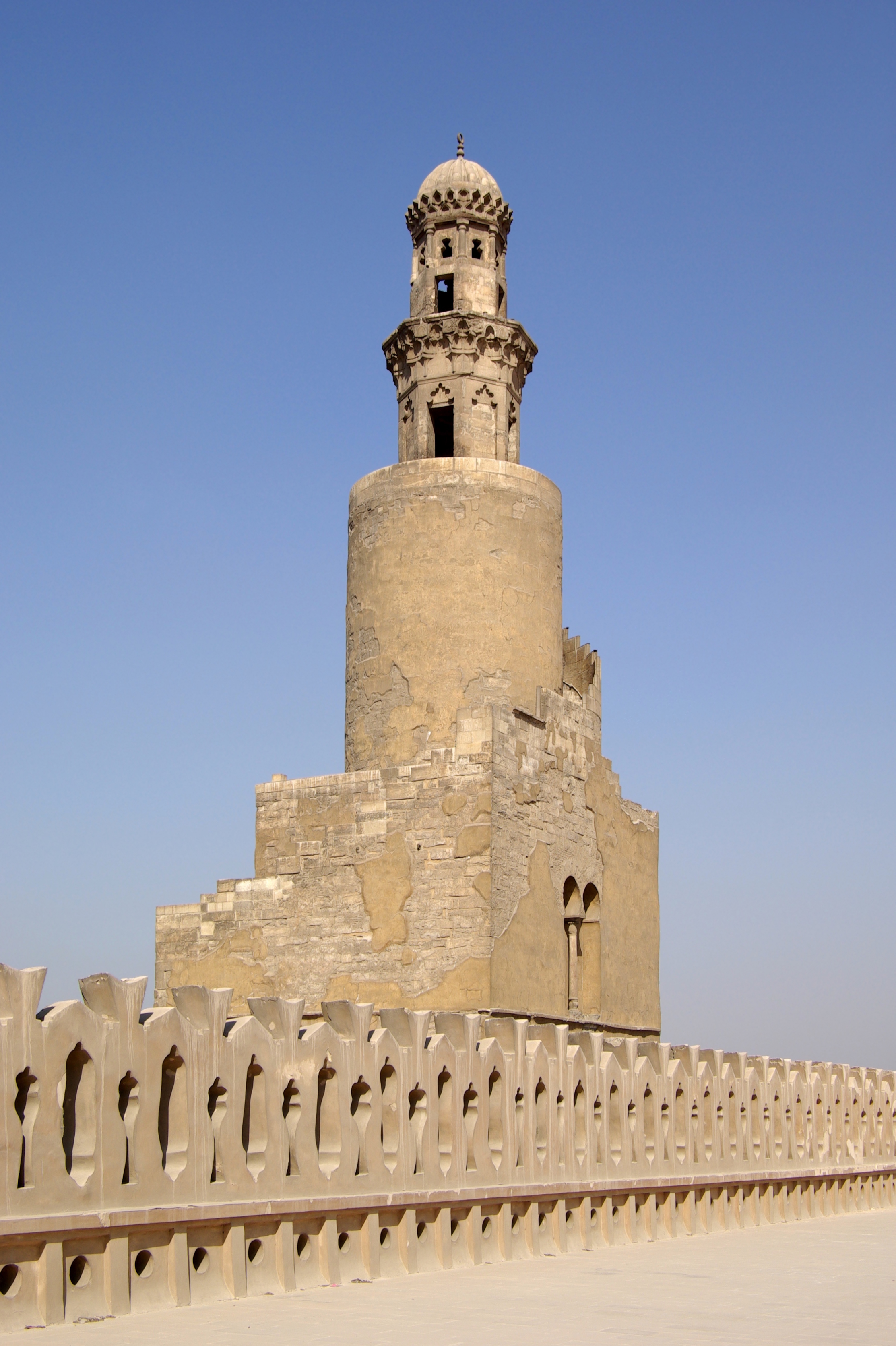
Minarete da Mesquita de Ibne Tulune, inspirado no Maluia
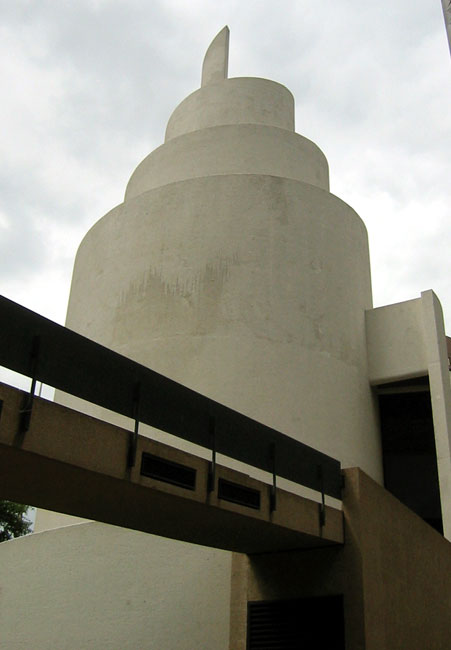
Capela de Ação de Graças na Thanks-Giving Square em Dalas, Texas, construída em 1976, inspirada pelo Maluia